# Saison 8 de The Voice : La Plus Belle Voix
 (janvier 2024).
- Si vous ne connaissez pas le sujet, laissez ce bandeau (vous pouvez alors contacter les auteurs).
- Si vous supprimez le contenu mis en cause (vous pouvez préalablement contacter les auteurs),

argumentez précisément cette suppression dans la page de discussion
(un manque de référence n'est pas un argument ; une recherche réelle de référence doit avoir été effectuée, être formellement documentée).
 (janvier 2019).
Si vous disposez d'ouvrages ou d'articles de référence ou si vous connaissez des sites web de qualité traitant du thème abordé ici, merci de compléter l'article en donnant les références utiles à sa vérifiabilité et en les liant à la section « Notes et références ».
La huitième saison de The Voice : La Plus Belle Voix, émission française de télé-crochet musical, est diffusée du 9 février 2019 au 6 juin 2019 sur TF1. Elle est également rediffusée le lendemain sur TFX jusqu'au 31 mars 2019. Elle est animée par Nikos Aliagas et Karine Ferri.
Cette huitième saison débute plus tard que les saisons précédentes de The Voice car Soprano et Jenifer étant en tournée jusqu'en mai, il était impossible pour eux d'être libres en mai pour les primes en direct. Les lives ont donc lieu du 18 mai 2019 au 6 juin 2019, jour de la finale.
Cette saison 8 a été remportée par Whitney Marin (Équipe Mika) avec 37,9 % des voix.

## Coachs et candidats
Julien Clerc, Jenifer, Mika et Soprano sont les quatre coachs de l'émission. Cette saison est placée sous le signe de la nouvelle ère avec trois nouvelles arrivées par rapport à la saison 7. Pascal Obispo et Zazie sont absents car ils s'occupent de leurs tournées, et Florent Pagny annonçait déjà à l'issue de la saison 5 que son contrat se terminait en 2018. Jenifer, coach historique de The Voice : La Plus Belle Voix fait son grand retour après 3 saisons absentes. Soprano, déjà présent dans la version Kids, intègre le jury. Julien Clerc a l'honneur de remplacer le coach historique Florent Pagny. Ils sont secondés par des coachs vocaux qui accompagnent les talents pendant la durée de la compétition : Damien Silvert pour l'équipe de Julien Clerc, Nathalie Dupuy pour l'équipe de Jenifer, Marlène Schaff pour l'équipe de Mika et Angie Berthias-Cazaux pour l'équipe de Soprano.

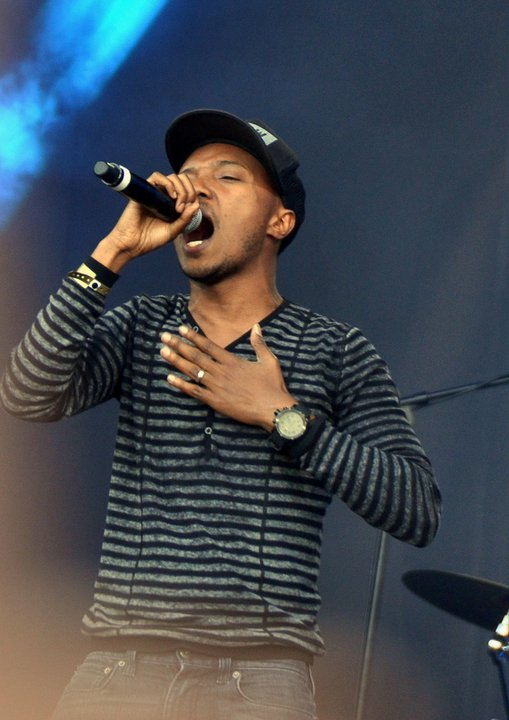
Soprano
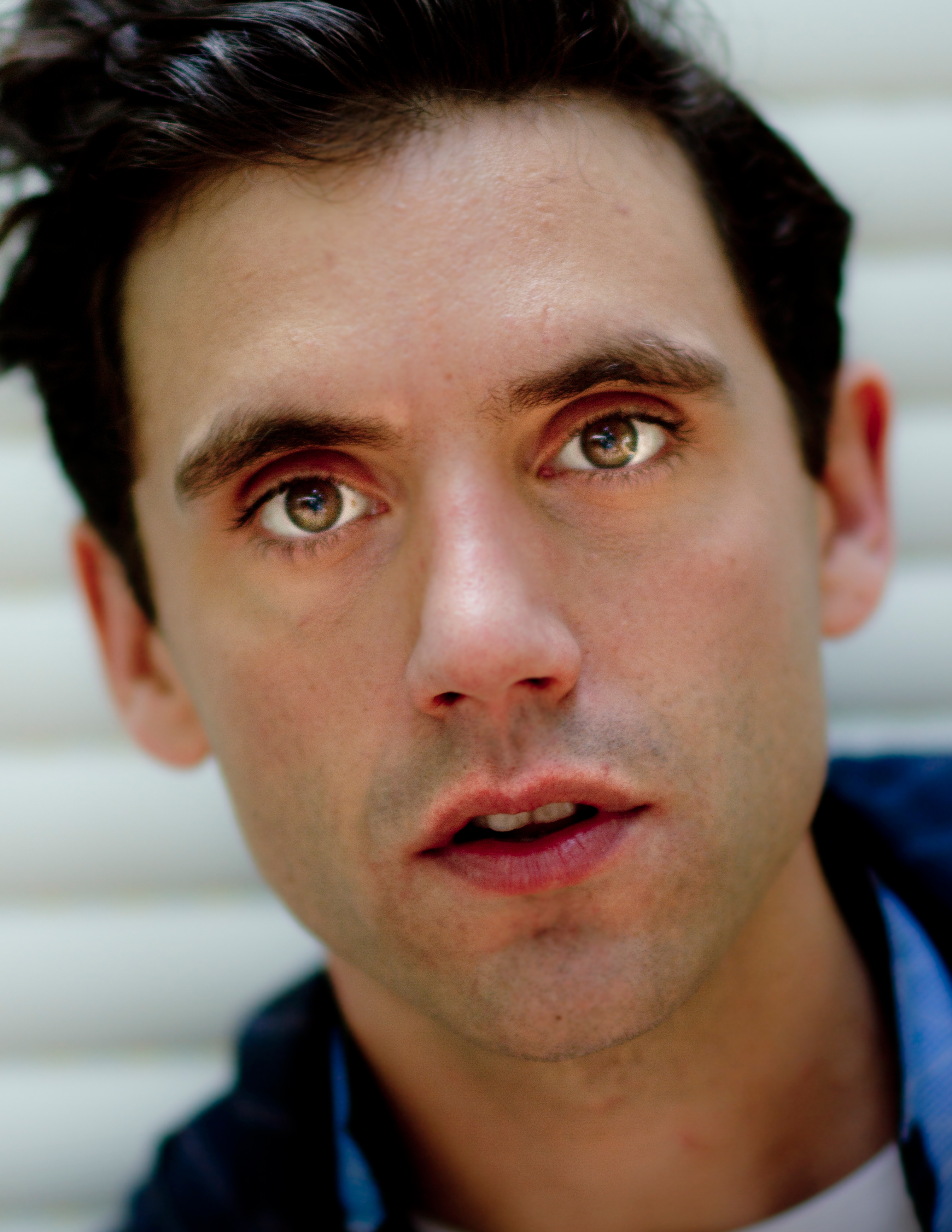
Mika
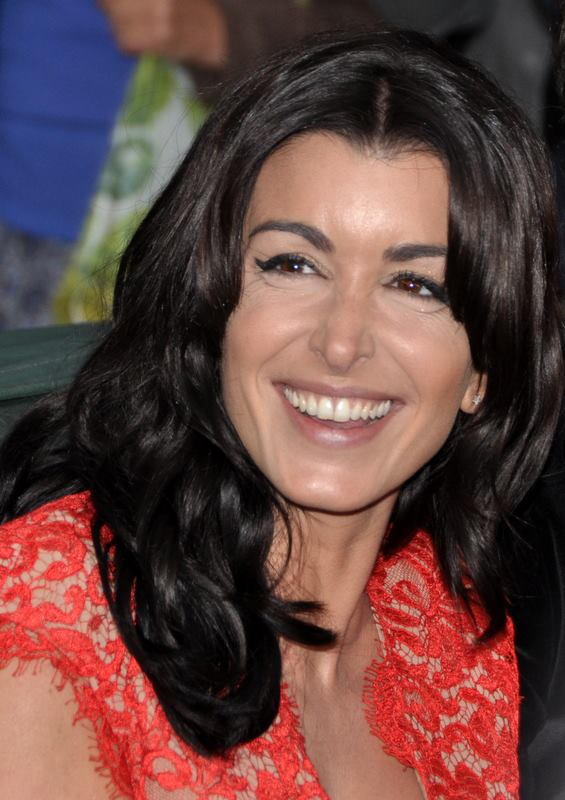
Jenifer
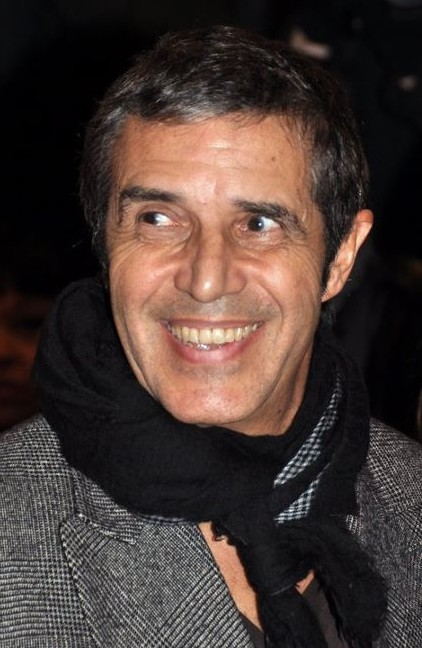
Julien Clerc

- Vainqueur
- Deuxième
- Troisième
- Quatrième

| Étapes               | #  | Julien Clerc     | Jenifer           | Mika               | Soprano            |
| -------------------- | -- | ---------------- | ----------------- | ------------------ | ------------------ |
| Finalistes           | 1  | Pierre Danaë     | Sidoine           | Whitney Marin      | Clément            |
| Éliminés aux Directs | 2  | Léonard          | Leona Winter      | Gjon's Tears       | Vay                |
| Éliminés aux Directs | 3  | Laureen          | Poupie            | London Loko        | Gage               |
| Éliminés aux Directs | 4  | Théophile Renier | Arezki & Geoffrey | Albi               | Scam Talk & Mayeul |
| Éliminés aux Battles | 5  | Ava Baya         |                   | Virginie           |                    |
| Éliminés aux Battles | 6  | Anton            | Petru             | Louna              | Hi Levelz          |
| Éliminés aux Battles | 7  | Clémentine       | Virginie          | Godi               | Fanswa             |
| Éliminés aux Battles | 8  | Marouen          | Sherley           | Clem Chouteau      | Maxime Cassady     |
| Éliminés aux K.O.    | 9  | Valérie Daure    | Ismail            | Hanna Featherstone | Monstre            |
| Éliminés aux K.O.    | 10 | Laura Parrado    | Ana Carla         | Agathe             | Chloé              |
| Éliminés aux K.O.    | 11 | Shaun            | Makja             | Thomas             | Adrien             |
| Éliminés aux K.O.    | 12 | Alex Adam        | Haze              | Max Livio          | Clacky             |
| Éliminés aux K.O.    | 13 | Camille Hardouin | Angie Robba       | Mano               | Adrian Byron Burns |
| Éliminés aux K.O.    | 14 | Anto             | Anne-Sophie       | Coco               | Pearl              |
| Éliminés aux K.O.    | 15 | Claire           | David Té          | Estelle            | Alex               |
| Éliminés aux K.O.    | 16 | Gilles San Juan  | Tania             | Ursula             | Valentin           |
| Éliminés aux K.O.    | 17 | Loris            | Ina Ich           | Laure              | Tiphaine           |
| Éliminés aux K.O.    | 18 | Antso            | Ilycia            | Camille            |                    |
| Éliminés aux K.O.    | 19 | Lily Jung        |                   |                    |                    |

## Déroulement de la saison

### Étapes de la saison 8
- Voici toutes les étapes de la saison 8 :

#### Auditions à l'aveugle
Cette section ne s'appuie pas, ou pas assez, sur des sources secondaires ou tertiaires indépendantes du sujet. Le texte peut contenir des analyses inexactes ou inédites de sources primaires.
Pour l'améliorer, ajoutez-en, ou placez des modèles {{Source secondaire souhaitée}} ou {{Source secondaire nécessaire}} sur les passages mal sourcés. (janvier 2024)
Le principe est, pour les quatre coachs, de choisir les meilleurs candidats présélectionnés par la production. Lors des prestations de chaque candidat, chaque juré et futur coach est assis dans un fauteuil, dos à la scène et face au public, et écoute la voix du candidat sans le voir (d'où le terme « Auditions à l'aveugle ») : lorsqu'il estime qu'il est en présence d'un candidat, le juré appuie sur un buzzer devant lui, qui fait alors se retourner son fauteuil face au candidat. Cela signifie que le juré, qui découvre enfin physiquement le candidat, est prêt à entraîner et soutenir le candidat et le veut dans son équipe. Si le juré est seul à s'être retourné à la fin de la prestation, alors le candidat va par défaut dans son équipe. Par contre, si plusieurs jurés se retournent, c'est au candidat de choisir quel coach il veut rejoindre. Cette année, une nouveauté aux auditions à l'aveugle, déjà présente dans d'autres pays, Le "Block". Sur chaque pupitre des fauteuils des coachs se trouve, sous le buzzer, trois autres boutons avec les noms des trois autres coachs barrés. Durant la totalité des auditions à l'aveugle, chaque coach a la possibilité mais seulement une fois de pimenter la quête des talents en empêchant un de ses confrères d'intégrer un talent qu'il souhaite absolument dans son équipe. Pour cela, il doit, avant que l'autre coach ne buzze, appuyer sur le bouton affichant le nom barré de son confrère. L'autre coach alors se retourne et découvre soit de suite qu'à ses pieds n'est pas affiché son nom mais "BLOQUÉ" (ou "BLOQUÉE" dans le cas de Jenifer) en rouge ou dans la majorité des cas, le coach découvre à la fin de la prestation qu'il a été bloqué car était attentif à la prestation du candidat. Chaque coach ne peut utiliser ce "Block" qu'une seule fois durant la totalité des auditions à l'aveugle. Les coachs doivent recruter 18 talents.
Les auditions à l'aveugle ont été tournées à partir de la mi-novembre 2018. Depuis la saison 6, si aucun juré ne s'est retourné à l'issue de la prestation d'un talent, celui-ci repart sans aucune explication des coachs. 

##### Épisode 1
Le premier épisode est diffusé le 9 février 2019 à 21 h. Les coachs interprètent Laissons entrer le soleil de Julien Clerc pour l'ouverture des auditions à l'aveugle, un clin d'œil au nouveau coach.
| Ordre | Candidat     | Âge | Localisation                                 | Chanson                                                        | Choix des coachs et des candidats | Choix des coachs et des candidats | Choix des coachs et des candidats | Choix des coachs et des candidats |
| Ordre | Candidat     | Âge | Localisation                                 | Chanson                                                        | Julien Clerc                      | Jenifer                           | Mika                              | Soprano                           |
| ----- | ------------ | --- | -------------------------------------------- | -------------------------------------------------------------- | --------------------------------- | --------------------------------- | --------------------------------- | --------------------------------- |
| 1     | Gage         | 42  | Montréal (Québec)                            | Lionel Richie - All Night Long (All Night)                     | ✔️                                | ✔️                                | ✔️                                | ✔️                                |
| 2     | Alexia       | 21  | Rennes (Ille-et-Vilaine)                     | Alain Souchon - La Ballade de Jim                              | —                                 | —                                 | —                                 | —                                 |
| 3     | Gjon's Tears | 20  | Broc (canton de Fribourg)                    | Christine and the Queens - Christine                           | ✔️                                | ✔️                                | ✔️                                | ✔️                                |
| 4     | Laureen      | 18  | Vidauban (Var)                               | Serge Gainsbourg - Je suis venu te dire que je m'en vais       | ✔️                                | ✔️                                | ✔️                                | ✔️                                |
| 5     | Kiara Jones  | 26  | Toulouse (Haute-Garonne)                     | James Brown - I Feel Good                                      | —                                 | —                                 | —                                 | —                                 |
| 6     | Clément      | 24  | Bastia (Haute-Corse)                         | Vianney - Fils à papa                                          | ✔️                                | ✔️                                | ✔️                                | ✔️                                |
| 7     | Mayeul       | 26  | Noyal-Chatillon-sur-Seiche (Ille-et-Vilaine) | composition originale du candidat + Imagine Dragons - Believer | —                                 | ✔️                                | —                                 | ✔️                                |
| 8     | Agnès        | NC  | Péret (Hérault)                              | Wolfgang Amadeus Mozart - Air de la Reine de la nuit           | —                                 | —                                 | —                                 | —                                 |
| 9     | Agathe       | 26  | Toulouse (Haute-Garonne)                     | Etta James - I'd Rather Go Blind                               | ✔️                                | ❌ Mika                           | ✔️                                | ✔️                                |
| 10    | Poupie       | 20  | Lyon (Rhône)                                 | G-Eazy feat. Bebe Rexha - Me, Myself and I                     | ✔️                                | ✔️                                | ✔️                                | ✔️                                |
| 11    | Shaun        | 24  | Gonesse (Val-d'Oise)                         | Céline Dion - Ziggy                                            | ✔️                                | —                                 | ✔️                                | —                                 |

Clément s'était présenté lors de la saison 6 mais aucun coach ne s'était retourné lors de sa prestation.
Poupie a participé à la version espagnole de X-Factor (Factor X) en 2018.
Gjon's Tears a participé aux versions albanaise, française et suisse de Got Talent,.

##### Épisode 2
Le deuxième épisode est diffusé le 16 février 2019 à 21 h.
| Ordre | Candidat    | Âge      | Localisation                     | Chanson                                  | Choix des coachs et des candidats | Choix des coachs et des candidats | Choix des coachs et des candidats | Choix des coachs et des candidats |
| Ordre | Candidat    | Âge      | Localisation                     | Chanson                                  | Julien Clerc                      | Jenifer                           | Mika                              | Soprano                           |
| ----- | ----------- | -------- | -------------------------------- | ---------------------------------------- | --------------------------------- | --------------------------------- | --------------------------------- | --------------------------------- |
| 1     | Ismail      | 25       | Paris                            | Muse - Unintended                        | ✔️                                | ✔️                                | ✔️                                | ✔️                                |
| 2     | Virginie    | 50       | Saint-Raphaël (Var)              | The Greatest Showman - This Is Me        | ✔️                                | —                                 | —                                 | ✔️                                |
| 3     | Louna       | 22       | Ajaccio (Corse-du-Sud)           | Eminem - Lose Yourself                   | —                                 | —                                 | ✔️                                | ✔️                                |
| 4     | Vay         | 20       | Quarante (Hérault)               | Rihanna feat. Mikky Ekko - Stay          | ✔️                                | ✔️                                | ✔️                                | ✔️                                |
| 5     | Po & Marina | 31 et 27 | Montréal (Canada)                | Lady Gaga - Million Reasons              | —                                 | —                                 | —                                 | —                                 |
| 6     | Ava Baya    | 21       | Charenton-le-Pont (Val-de-Marne) | Édith Piaf - La Foule                    | ✔️                                | ✔️                                | —                                 | —                                 |
| 7     | Sidoine     | 31       | Bruxelles (Belgique)             | Niska - Réseaux                          | —                                 | ✔️                                | ✔️                                | ✔️                                |
| 8     | Lisa        | 20       | Nice (Alpes-Maritimes)           | Pierre Bachelet - Elle est d'ailleurs    | —                                 | —                                 | —                                 | —                                 |
| 9     | Arezki      | 21       | Amiens (Somme)                   | Nassi - La vie est belle                 | ✔️                                | ✔️                                | ✔️                                | ✔️                                |
| 10    | Mano        | 42       | Tahiti                           | Metallica - Enter Sandman                | ✔️                                | —                                 | ✔️                                | —                                 |
| 11    | Antso       | 26       | Paris                            | Tracy Chapman - Talking About Revolution | ✔️                                | —                                 | ❌ Julien Clerc                   | —                                 |
| 12    | Ana Carla   | 23       | Paris                            | Rihanna - Diamonds                       | —                                 | ✔️                                | —                                 | ✔️                                |

Virginie Vetrano a représenté la France au Concours Eurovision de la chanson 2015 sous son nom de scène Lisa Angell avec sa chanson N'oubliez pas. Elle a fini 25e sur les 27 participants de la finale.
Sidoine a participé à la saison 9 de Star Academy où il s'est classé parmi les demi-finalistes[source secondaire souhaitée].

##### Épisode 3
Le troisième épisode est diffusé le 23 février 2019 à 21 h.
| Ordre | Candidat         | Âge | Localisation                      | Chanson                                                                        | Choix des coachs et des candidats | Choix des coachs et des candidats | Choix des coachs et des candidats | Choix des coachs et des candidats |
| Ordre | Candidat         | Âge | Localisation                      | Chanson                                                                        | Julien Clerc                      | Jenifer                           | Mika                              | Soprano                           |
| ----- | ---------------- | --- | --------------------------------- | ------------------------------------------------------------------------------ | --------------------------------- | --------------------------------- | --------------------------------- | --------------------------------- |
| 1     | Chérine          | 23  | Anvers (Belgique)                 | Zazie - Speed                                                                  | —                                 | —                                 | —                                 | —                                 |
| 2     | Maxime Cassady   | 28  | Hyères (Var)                      | Antoine - Les Élucubrations d'Antoine                                          | ✔️                                | ✔️                                | ✔️                                | ✔️                                |
| 3     | Ilycia           | 20  | Paris                             | PNL - À l'ammoniaque                                                           | ✔️                                | ✔️                                | ✔️                                | ✔️                                |
| 4     | Gilles San Juan  | 51  | Paris                             | Astor Piazzolla - I've Seen That Face Before (Libertango), version Grace Jones | ✔️                                | —                                 | —                                 | —                                 |
| 5     | Clem Chouteau    | 21  | Tours (Indre-et-Loire)            | RY X - Berlin                                                                  | ✔️                                | ✔️                                | ✔️                                | ✔️                                |
| 6     | Albi             | 18  | Lyon (Rhône)                      | Bigflo et Oli - Dommage                                                        | ✔️                                | ✔️                                | ✔️                                | ✔️                                |
| 7     | Camille Hardouin | 32  | Paris                             | Jacques Brel - Ne me quitte pas                                                | ✔️                                | ✔️                                | —                                 | —                                 |
| 8     | Axelle           | 31  | Béziers (Hérault)                 | Brandi Carlile - The Story                                                     | —                                 | —                                 | —                                 | —                                 |
| 9     | Hi Levelz        | 27  | Paris                             | Macklemore feat. Ryan Lewis - Can't Hold Us                                    | —                                 | ✔️                                | ✔️                                | ✔️                                |
| 10    | Léonard          | 21  | Fribourg (Suisse)                 | Toto - Georgy Porgy                                                            | ✔️                                | —                                 | ✔️                                | —                                 |
| 11    | Coline           | 17  | Doué-la-Fontaine (Maine-et-Loire) | Sam Smith - Lay Me Down                                                        | —                                 | —                                 | —                                 | —                                 |
| 12    | Pearl            | 22  | Bordeaux (Gironde)                | Coolio - Gangsta's Paradise                                                    | —                                 | ✔️                                | —                                 | ✔️                                |

##### Épisode 4
Le quatrième épisode est diffusé le 2 mars 2019 à 21 h.
| Ordre | Candidat            | Âge | Localisation                         | Chanson                                           | Choix des coachs et des candidats | Choix des coachs et des candidats | Choix des coachs et des candidats | Choix des coachs et des candidats |
| Ordre | Candidat            | Âge | Localisation                         | Chanson                                           | Julien Clerc                      | Jenifer                           | Mika                              | Soprano                           |
| ----- | ------------------- | --- | ------------------------------------ | ------------------------------------------------- | --------------------------------- | --------------------------------- | --------------------------------- | --------------------------------- |
| 1     | Haze                | 41  | Mérignac (Gironde)                   | Tina Turner - The Best                            | —                                 | ✔️                                | —                                 | —                                 |
| 2     | Clémentine          | 16  | Petersbach (Bas-Rhin)                | Julien Clerc - Fais-moi une place                 | ✔️                                | —                                 | ✔️                                | —                                 |
| 3     | Yasmine             | 17  | Boé (Lot-et-Garonne)                 | Camila Cabello feat. Young Thug - Havana          | —                                 | —                                 | —                                 | —                                 |
| 4     | Geoffrey            | 19  | Saint-Ouen-l'Aumône (Val-d'Oise)     | Tom Walker - Leave a Light On                     | ✔️                                | ✔️                                | ✔️                                | ✔️                                |
| 5     | Léona Winter        | 23  | Paris                                | Malena Ernman - La Voix                           | ✔️                                | ✔️                                | —                                 | —                                 |
| 6     | Mylène              | 17  | Strasbourg (Bas-Rhin)                | Calum Scott - Dancing On My Own                   | —                                 | —                                 | —                                 | —                                 |
| 7     | Adrian Byron Burns  | 67  | Caromb (Vaucluse)                    | Cat Stevens - Father & Son                        | —                                 | —                                 | ✔️                                | ✔️                                |
| 8     | Sherley             | 23  | Bidos (Pyrénées-Atlantiques)         | Lana Del Rey - Blue Jeans (reprise Clara Luciani) | —                                 | ✔️                                | —                                 | —                                 |
| 9     | Godi                | 22  | Callian (Var)                        | Orelsan feat. Stromae - La Pluie                  | —                                 | ✔️                                | —                                 | ✔️                                |
| 10    | Simon               | 30  | Neuville-Saint-Vaast (Pas-de-Calais) | Renaud - Manu                                     | —                                 | —                                 | —                                 | —                                 |
| 11    | Hannah Featherstone | 32  | Paris                                | Nina Simone - Feeling Good                        | —                                 | ✔️                                | ✔️                                | ✔️                                |
| 12    | Makja               | 38  | Mérignac (Gironde)                   | Orelsan - Tout va bien                            | —                                 | ✔️                                | ✔️                                | —                                 |

Lors de cette saison, Adrian Byron Burns, 67 ans, devient le talent le plus âgé de The Voice : La Plus Belle Voix.
Léona Winter (également connu sous le pseudonyme Rémy Solé, est un artiste transformiste (le tout premier à participer à l'émission)[source secondaire souhaitée].

##### Épisode 5
Le cinquième épisode est diffusé le 9 mars 2019 à 21 h.
| Ordre | Candidat    | Âge | Localisation                    | Chanson                                          | Choix des coachs et des candidats | Choix des coachs et des candidats | Choix des coachs et des candidats | Choix des coachs et des candidats |
| Ordre | Candidat    | Âge | Localisation                    | Chanson                                          | Julien Clerc                      | Jenifer                           | Mika                              | Soprano                           |
| ----- | ----------- | --- | ------------------------------- | ------------------------------------------------ | --------------------------------- | --------------------------------- | --------------------------------- | --------------------------------- |
| 1     | Valentin    | 21  | Strasbourg (Bas-Rhin)           | Amy Winehouse - Back to Black                    | —                                 | ✔️                                | ✔️                                | ✔️                                |
| 2     | Whitney     | 19  | Le Vigan (Gard)                 | Marshmello feat. Anne-Marie - Friends            | —                                 | —                                 | ✔️                                | ✔️                                |
| 3     | Jordan      | 21  | Cannes (Alpes-Maritimes)        | Eddy de Pretto - Fête de trop                    | —                                 | —                                 | —                                 | —                                 |
| 4     | Marouen     | 24  | Tunis (Tunisie)                 | Alicia Keys - If I Ain't Got You                 | —                                 | ✔️                                | —                                 | —                                 |
| 5     | Lily Jung   | 41  | Lubine (Vosges)                 | Chant traditionnel mongol - Jaran Tsagaan Aduu   | ✔️                                | ✔️                                | ✔️                                | ✔️                                |
| 6     | Claire      | 28  | Saint-Louis (Haut-Rhin)         | Jane Birkin - Quoi                               | ✔️                                | ✔️                                | —                                 | —                                 |
| 7     | Virginie    | 29  | Bel Air (Île Maurice)           | Pink - Family Portrait                           | ✔️                                | ✔️                                | ❌ Jenifer                        | ✔️                                |
| 8     | Anton       | 22  | Saint-Germain-sur-Meuse (Meuse) | Sinéad O'Connor - Nothing Compares 2 U           | ✔️                                | ✔️                                | ✔️                                | —                                 |
| 9     | Paul-Alexis | 19  | Bastia (Haute-Corse)            | Céline Dion - Je sais pas                        | —                                 | —                                 | —                                 | —                                 |
| 10    | Coco        | 26  | Chișinău (Moldavie)             | Eric Carmen - All by Myself, version Céline Dion | ✔️                                | ✔️                                | ✔️                                | ✔️                                |
| 11    | Prisca      | 24  | Dreux (Eure-et-Loir)            | The Jackson Five - Blame It on the Boogie        | —                                 | —                                 | —                                 | —                                 |
| 12    | Alex Adam   | 29  | Guéret (Creuse)                 | William Sheller - Un homme heureux               | ✔️                                | —                                 | —                                 | —                                 |

Coco a participé à la saison 6 de The Voice Roumanie (Vocea României) sous le nom de Corina Cuniuc[source secondaire souhaitée], mais a été éliminée aux battles et n'a pas souhaité participer à l'épreuve du "repêchage" déçue de ne pas avoir gagné cette battle, ce qui avait provoqué un scandale en Roumanie.
Alex Adam a participé à la saison 6 de The Voice mais n'a eu aucun fauteuil retourné[source secondaire souhaitée].

##### Épisode 6
Le sixième épisode est diffusé le 16 mars 2019 à 21 h.
| Ordre | Candidat         | Âge | Localisation                       | Chanson                                                         | Choix des coachs et des candidats | Choix des coachs et des candidats | Choix des coachs et des candidats | Choix des coachs et des candidats |
| Ordre | Candidat         | Âge | Localisation                       | Chanson                                                         | Julien Clerc                      | Jenifer                           | Mika                              | Soprano                           |
| ----- | ---------------- | --- | ---------------------------------- | --------------------------------------------------------------- | --------------------------------- | --------------------------------- | --------------------------------- | --------------------------------- |
| 1     | Camille          | 16  | Rueil-Malmaison (Hauts-de-Seine)   | Tom Walker - Leave a Light On                                   | —                                 | —                                 | ✔️                                | —                                 |
| 2     | Valérie Daure    | 34  | Montréal (Canada)                  | Gloria Gaynor - I Will Survive                                  | ✔️                                | ✔️                                | ✔️                                | ✔️                                |
| 3     | Margaux          | 16  | Romorantin (Loir-et-Cher)          | Bigflo et Oli - Papa                                            | —                                 | —                                 | —                                 | —                                 |
| 4     | David Té         | 21  | Paris                              | Stromae - Formidable                                            | —                                 | ✔️                                | —                                 | ✔️                                |
| 5     | Scam Talk        | 28  | Bordeaux (Gironde)                 | Childish Gambino - This Is America                              | ✔️                                | ✔️                                | ✔️                                | ✔️                                |
| 6     | Laura Parrado    | 17  | Antibes (Alpes-Maritimes)          | Damien Saez - Les enfants paradis                               | ✔️                                | ✔️                                | —                                 | —                                 |
| 7     | Tania            | 32  | Manosque (Alpes-de-Haute-Provence) | Consuelo Velázquez - Bésame mucho                               | —                                 | ✔️                                | ✔️                                | ✔️                                |
| 8     | Anne-Sophie      | 22  | Strépy-Bracquegnies (Belgique)     | Minnie Riperton - Loving you                                    | —                                 | ✔️                                | ✔️                                | ✔️                                |
| 9     | Tommy            | 21  | Mantes-la-Jolie (Yvelines)         | Édith Piaf - Hymne à l'amour                                    | —                                 | —                                 | —                                 | —                                 |
| 10    | Estelle          | 19  | Vénissieux (Rhône)                 | Twenty One Pilots - Heathens                                    | —                                 | ✔️                                | ✔️                                | ✔️                                |
| 11    | Théophile Renier | 24  | Chastre (Belgique)                 | Maître Gims - Malheur, malheur                                  | ✔️                                | —                                 | —                                 | —                                 |
| 12    | Adrien           | 27  | Paris                              | Hugh Jackman - The Greatest Show (B.O. de The Greatest showman) | —                                 | —                                 | —                                 | ✔️                                |

Théophile Renier a remporté la sixième saison de The Voice Belgique.
Anne-Sophie a participé a la deuxième saison de The Voice Belgique et à Rising Star.

##### Épisode 7
Le septième épisode est diffusé le 23 mars 2019 à 21 h.
| Ordre | Candidat           | Âge | Localisation                      | Chanson                                            | Choix des coachs et des candidats | Choix des coachs et des candidats | Choix des coachs et des candidats | Choix des coachs et des candidats |
| Ordre | Candidat           | Âge | Localisation                      | Chanson                                            | Julien Clerc                      | Jenifer                           | Mika                              | Soprano                           |
| ----- | ------------------ | --- | --------------------------------- | -------------------------------------------------- | --------------------------------- | --------------------------------- | --------------------------------- | --------------------------------- |
| 1     | Petru              | 24  | Bastia (Haute-Corse)              | Petru Guelfucci - Corsica                          | ✔️                                | ✔️                                | —                                 | —                                 |
| 2     | London Loko        | 26  | Levallois-Perret (Hauts-de-Seine) | Lily Allen - Smile                                 | ✔️                                | —                                 | ✔️                                | —                                 |
| 3     | Charlotte          | 22  | Haguenau (Bas-Rhin)               | Johnny Hallyday - Les portes du Pénitencier        | —                                 | —                                 | —                                 | —                                 |
| 4     | Lomany Mauligalo   | 23  | Nouvelle-Calédonie                | Seal - Love's Divine                               | —                                 | —                                 | —                                 | —                                 |
| 5     | Loris              | 18  | Rozelieures (Meurthe-et-Moselle)  | Julien Clerc - Souffrir par toi n'est pas souffrir | ✔️                                | —                                 | —                                 | —                                 |
| 6     | Laure              | 17  | Nice (Alpes-Maritimes)            | Whitney Houston - Run to You                       | ✔️                                | —                                 | ✔️                                | ✔️                                |
| 7     | Monstre            | 21  | Paris                             | Asaf Avidan - One Day (Reckoning Song)             | ✔️                                | ✔️                                | ✔️                                | ✔️                                |
| 8     | Clacky             | 24  | Avignon (Vaucluse)                | Orelsan - Basique                                  | —                                 | ✔️                                | ✔️                                | ✔️                                |
| 9     | Max Livio          | 35  | Saint-Jean-de-la-Ruelle (Loiret)  | Jacques Brel - Ne me quitte pas                    | —                                 | —                                 | ✔️                                | ✔️                                |
| 10    | Angie Robba        | 18  | Saint-Quentin-Fallavier (Isère)   | Images - Les Démons de minuit                      | ✔️                                | ✔️                                | —                                 | —                                 |
| 11    | Fanswa             | 49  | Pointe-à-Pitre (Guadeloupe)       | Chant traditionnel créole guadeloupéen - An Pa Kay | ✔️                                | ✔️                                | ✔️                                | ✔️                                |
| 12    | David James Murphy | 25  | Paris                             | The Beatles - Come Together                        | —                                 | —                                 | —                                 | —                                 |

##### Épisode 8
Le huitième épisode est diffusé le 30 mars 2019 à 21 h.
| Ordre | Candidat     | Âge | Localisation                           | Chanson                           | Choix des coachs et des candidats | Choix des coachs et des candidats | Choix des coachs et des candidats | Choix des coachs et des candidats |
| Ordre | Candidat     | Âge | Localisation                           | Chanson                           | Julien Clerc                      | Jenifer                           | Mika                              | Soprano                           |
| ----- | ------------ | --- | -------------------------------------- | --------------------------------- | --------------------------------- | --------------------------------- | --------------------------------- | --------------------------------- |
| 1     | Pierre Danaë | 23  | Paris                                  | Chris Isaak - Wicked Game         | ✔️                                | ✔️                                | ✔️                                | ✔️                                |
| 2     | Léonie       | 25  | Braine-l'Alleud (Belgique)             | Stromae - Alors on danse          | —                                 | —                                 | —                                 | —                                 |
| 3     | Kiumars      | 29  | Luxembourg (Luxembourg)                | Aloe Blacc - I Need a Dollar      | —                                 | —                                 | —                                 | —                                 |
| 4     | Chloé        | 20  | Saint-Bauzille-de-Putois (Hérault)     | Dulce Pontes - Lágrimas           | —                                 | —                                 | ✔️                                | ✔️                                |
| 5     | Thomas       | 21  | Ferrare (Italie)                       | Paolo Nutini - Iron Sky           | —                                 | ✔️                                | ✔️                                | —                                 |
| 6     | Romy         | 23  | La Ciotat (Bouches-du-Rhône)           | Jessie J - Do It Like a Dude      | —                                 | —                                 | —                                 | —                                 |
| 7     | Tiphaine     | 17  | Escautpont (Nord)                      | Adele - Hometown Glory            | ✔️                                | ❌ Soprano                        | ✔️                                | ✔️                                |
| 8     | Ina Ich      | 44  | Dammartin-sur-Tigeaux (Seine-et-Marne) | Rufus & Chaka Khan - Ain't Nobody | —                                 | ✔️                                | —                                 | —                                 |
| 9     | Ursula       | 21  | Paris                                  | Sara Bareilles - Gravity          | —                                 | —                                 | ✔️                                | —                                 |
| 10    | Ziia         | 40  | Saint-Pierre (La Réunion)              | Sade - Smooth Operator            | —                                 | —                                 | —                                 | —                                 |
| 11    | Anto         | 28  | Paris                                  | Europe - The Final Countdown      | ✔️                                | —                                 | —                                 | —                                 |
| 12    | Alex         | 18  | Vidauban (Var)                         | Lomepal - Yeux disent             | —                                 | —                                 | —                                 | ✔️                                |

Ursula a participé à la saison 11 de Nouvelle Star.
Thomas a participé à la saison 3 de The Voice of Italy en 2015, il a atteint la 4ème place dans la finale[pertinence contestée].
Anto s'était présenté lors de la saison 3 mais aucun coach ne s'était retourné lors de sa prestation.

##### Bilan des auditions à l'aveugle
| Julien Clerc     | Jenifer      | Mika                | Soprano            |
| ---------------- | ------------ | ------------------- | ------------------ |
| Laureen          | Poupie       | Gage                | Clément            |
| Shaun            | Ismail       | Gjon's Tears        | Mayeul             |
| Virginie         | Sidoine      | Agathe              | Vay                |
| Ava Baya         | Arezki       | Louna               | Maxime Cassady     |
| Antso            | Ana Carla    | Mano                | Pearl              |
| Gilles San Juan  | Ilycia       | Clem Chouteau       | Geoffrey           |
| Camille Hardouin | Haze         | Albi                | Adrian Byron Burns |
| Léonard          | Léona Winter | Hi Levelz           | Godi               |
| Clémentine       | Sherley      | Hannah Featherstone | Valentin           |
| Lily Jung        | Makja        | Whitney             | Virginie           |
| Claire           | Marouen      | Coco                | Scam Talk          |
| Alex Adam        | Anton        | Camille             | Adrien             |
| Valérie Daure    | David Té     | Estelle             | Monstre            |
| Laura Parrado    | Tania        | London Loko         | Clacky             |
| Théophile Renier | Anne-Sophie  | Laure               | Fanswa             |
| Loris            | Petru        | Max Livio           | Chloé              |
| Pierre Danaë     | Angie Robba  | Thomas              | Tiphaine           |
| Anto             | Ina Ich      | Ursula              | Alex               |

#### K.O.
Cette nouvelle épreuve remplace les Auditions Finales. Les candidats de chaque équipe interprètent tour à tour une chanson de leur choix, mais ne sont plus répartis en groupes : leur coach doit décider leur sort à la fin de la prestation. Le coach peut alors, soit qualifier directement son talent aux battles en appuyant sur le bouton rouge, soit l'envoyer à la Zone Rouge, soit l'éliminer. Chaque coach doit conserver 6 talents de son équipe. À la fin des K.O., chaque coach complètera son équipe en piochant dans les talents de la Zone Rouge s'il lui reste des places disponibles pour compléter son équipe. Il est toujours possible de repêcher deux talents des autres équipes, parmi ceux éliminés ou envoyés en Zone Rouge.

##### Épisode 9
Le neuvième épisode est diffusé le 6 avril 2019 à 21 h. Il est réservé à l'équipe de Jenifer.
| Ordre | Candidat     | Chanson                                   | Choix du coach | Buzz         | Buzz    | Buzz | Buzz    |
| Ordre | Candidat     | Chanson                                   | Choix du coach | Julien Clerc | Jenifer | Mika | Soprano |
| ----- | ------------ | ----------------------------------------- | -------------- | ------------ | ------- | ---- | ------- |
| 1     | Ana Carla    | Camila Cabello - Havana                   | Zone Rouge     | —            | —       | —    | —       |
| 2     | Poupie       | Lady Gaga - Always Remember Us This Way   | Qualifiée      | —            | ✔️      | —    | —       |
| 3     | Petru        | Louane - Si t'étais là                    | Zone Rouge     | —            | —       | —    | —       |
| 4     | Ilycia       | Jessie J - Price Tag                      | Éliminée       | —            | —       | —    | —       |
| 5     | Sidoine      | Francis Cabrel - Samedi soir sur la Terre | Qualifié       | —            | ✔️      | —    | —       |
| 6     | Léona Winter | Philippe Katerine - Louxor, j'adore       | Qualifiée      | —            | ✔️      | —    | —       |
| 7     | Ina Ich      | Rag'n'Bone Man - Human                    | Éliminée       | —            | —       | —    | —       |
| 8     | Anton        | Joe Dassin - Salut les amoureux           | Éliminé        | ✔️           | —       | —    | —       |
| 9     | Tania        | Pitingo - Luchar Por Su Dinero            | Éliminée       | —            | —       | —    | —       |
| 10    | Sherley      | Adele - Set Fire to the Rain              | Qualifiée      | —            | ✔️      | —    | —       |
| 11    | David Té     | Rihanna - Russian Roulette                | Éliminé        | —            | —       | —    | —       |
| 12    | Marouen      | Sia - Chandelier                          | Zone Rouge     | —            | —       | —    | —       |
| 13    | Anne-Sophie  | Anita Ward - Ring My Bell                 | Éliminée       | —            | —       | —    | —       |
| 14    | Arezki       | Jacques Brel - La Valse à mille temps     | Qualifié       | —            | ✔️      | —    | —       |
| 15    | Angie Robba  | Alphaville - Forever Young                | Éliminée       | —            | —       | —    | —       |
| 16    | Ismail       | Michel Legrand - Les Moulins de mon cœur  | Zone Rouge     | —            | —       | —    | —       |
| 17    | Haze         | Steppenwolf - Born to Be Wild             | Éliminé        | —            | —       | —    | —       |
| 18    | Makja        | Grand Corps Malade - Dimanche soir        | Éliminé        | —            | —       | —    | —       |

| Candidat  | Choix et buzz | Choix et buzz | Choix et buzz | Choix et buzz | Résultat              |
| Candidat  | Julien Clerc  | Jenifer       | Mika          | Soprano       | Résultat              |
| --------- | ------------- | ------------- | ------------- | ------------- | --------------------- |
| Ana Carla | —             | —             | —             | —             | Éliminée              |
| Petru     | —             | ✔️            | —             | —             | Qualifié              |
| Marouen   | ✔️            | —             | —             | —             | Volé par Julien Clerc |
| Ismail    | —             | —             | —             | —             | Éliminé               |

##### Épisode 10
Le dixième épisode est diffusé le 13 avril 2019 à 21 h. Il est réservé à l'équipe de Mika.
| Ordre | Candidat            | Chanson                                        | Choix du coach | Buzz         | Buzz    | Buzz | Buzz    |
| Ordre | Candidat            | Chanson                                        | Choix du coach | Julien Clerc | Jenifer | Mika | Soprano |
| ----- | ------------------- | ---------------------------------------------- | -------------- | ------------ | ------- | ---- | ------- |
| 1     | Whitney             | Whitney Houston - I Will Always Love You       | Qualifiée      | —            | —       | ✔️   | —       |
| 2     | Camille             | Slimane - Viens on s'aime                      | Éliminée       | —            | —       | —    | —       |
| 3     | Hi Levelz           | Cardi B feat. Bad Bunny & J Balvin - I Like It | Zone Rouge     | —            | —       | —    | ✔️      |
| 4     | Laure               | Jean-Jacques Goldman - Comme toi               | Éliminée       | —            | —       | —    | —       |
| 5     | Gage                | Prince - Purple Rain                           | Éliminé        | —            | —       | —    | ✔️      |
| 6     | Gjon's Tears        | Queen feat. David Bowie - Under Pressure       | Qualifié       | —            | —       | ✔️   | —       |
| 7     | Ursula              | Charles Aznavour - Hier encore                 | Éliminée       | —            | —       | —    | —       |
| 8     | Agathe              | Janis Joplin - Move Over                       | Zone Rouge     | —            | —       | —    | —       |
| 9     | Albi                | Michael Jackson - She's Out of My Life         | Qualifié       | —            | —       | ✔️   | —       |
| 10    | Estelle             | Imagine Dragons - Whatever It Takes            | Éliminée       | —            | —       | —    | —       |
| 11    | Hannah Featherstone | Procol Harum - A Whiter Shade of Pale          | Zone Rouge     | —            | —       | —    | —       |
| 12    | Coco                | Ariana Grande - Dangerous Woman                | Éliminée       | —            | —       | —    | —       |
| 13    | London Loko         | Julien Doré - Coco câline                      | Qualifiée      | —            | —       | ✔️   | —       |
| 14    | Louna               | Diam's - La Boulette                           | Zone Rouge     | —            | —       | —    | —       |
| 15    | Mano                | Midnight Oil - Beds Are Burning                | Éliminé        | —            | —       | —    | —       |
| 16    | Max Livio           | Alain Bashung - La nuit je mens                | Éliminé        | —            | —       | —    | —       |
| 17    | Thomas              | LP - Lost on You                               | Éliminé        | —            | —       | —    | —       |
| 18    | Clem Chouteau       | David Bowie - Heroes                           | Qualifié       | —            | —       | ✔️   | —       |

| Candidat            | Choix et buzz | Choix et buzz | Choix et buzz | Choix et buzz | Résultat  |
| Candidat            | Julien Clerc  | Jenifer       | Mika          | Soprano       | Résultat  |
| ------------------- | ------------- | ------------- | ------------- | ------------- | --------- |
| Agathe              | —             | —             | —             | —             | Éliminée  |
| Hannah Featherstone | —             | —             | —             | —             | Éliminée  |
| Louna               | —             | —             | ✔️            | —             | Qualifiée |

##### Épisode 11
Le onzième épisode est diffusé le 20 avril 2019 à 21 h. Il est réservé à l'équipe de Soprano
| Ordre | Candidat           | Chanson                                                                 | Choix du coach | Buzz         | Buzz    | Buzz | Buzz    |
| Ordre | Candidat           | Chanson                                                                 | Choix du coach | Julien Clerc | Jenifer | Mika | Soprano |
| ----- | ------------------ | ----------------------------------------------------------------------- | -------------- | ------------ | ------- | ---- | ------- |
| 1     | Maxime Cassady     | Jerry Lee Lewis - Great Balls of Fire                                   | Qualifié       | —            | —       | —    | ✔️      |
| 2     | Pearl              | Elton John - Your Song (version de Billy Paul)                          | Zone Rouge     | —            | —       | —    | —       |
| 3     | Mayeul             | Caribbean Dandee - L'arène                                              | Qualifié       | —            | —       | —    | ✔️      |
| 4     | Adrian Byron Burns | Louis Prima - I Wan'na Be Like You                                      | Zone Rouge     | —            | —       | —    | —       |
| 5     | Tiphaine           | France Gall - Diego libre dans sa tête                                  | Éliminée       | —            | —       | —    | —       |
| 6     | Clacky             | Alphonse Brown - Le Frunkp                                              | Zone Rouge     | —            | —       | —    | —       |
| 7     | Vay                | The Mamas and the Papas - California Dreamin' (version de Bobby Womack) | Qualifié       | —            | —       | —    | ✔️      |
| 8     | Geoffrey           | Damso - Macarena                                                        | Zone Rouge     | ✔️           | ✔️      | ✔️   | —       |
| 9     | Fanswa             | Yves Montand - Les Feuilles mortes                                      | Qualifié       | —            | —       | —    | ✔️      |
| 10    | Clément            | Zazie - J'étais là                                                      | Qualifié       | —            | —       | —    | ✔️      |
| 11    | Virginie           | Patricia Kaas - Il me dit que je suis belle                             | Éliminée       | —            | —       | ✔️   | —       |
| 12    | Godi               | Soprano - Moi j'ai pas                                                  | Zone Rouge     | —            | —       | ✔️   | —       |
| 13    | Valentin           | Michel Berger - Le Paradis blanc                                        | Éliminé        | —            | —       | —    | —       |
| 14    | Adrien             | Calogero - Nathan                                                       | Zone Rouge     | —            | —       | —    | —       |
| 15    | Scam Talk          | Justin Timberlake feat. Timbaland - SexyBack                            | Zone Rouge     | —            | —       | —    | —       |
| 16    | Chloé              | Téléphone - La Bombe humaine                                            | Zone Rouge     | —            | —       | —    | —       |
| 17    | Alex               | MC Solaar - Caroline (version de Vianney)                               | Éliminé        | —            | —       | —    | —       |
| 18    | Monstre            | Juliette Gréco - Déshabillez-moi                                        | Zone Rouge     | —            | —       | —    | —       |

| Candidat           | Coup de cœur | Coup de cœur | Coup de cœur | Coup de cœur | Résultat  |
| Candidat           | Julien Clerc | Jenifer      | Mika         | Soprano      | Résultat  |
| ------------------ | ------------ | ------------ | ------------ | ------------ | --------- |
| Pearl              | —            | —            | —            | —            | Éliminée  |
| Adrien Byron Burns | —            | —            | —            | —            | Éliminé   |
| Clacky             | —            | —            | —            | —            | Éliminé   |
| Adrien             | —            | —            | —            | —            | Éliminé   |
| Scam Talk          | —            | —            | —            | ✔️           | Qualifiés |
| Chloé              | —            | —            | —            | —            | Éliminée  |
| Monstre            | —            | —            | —            | —            | Éliminée  |

##### Épisode 12
Le douzième épisode est diffusé le 27 avril 2019 à 21 h. Il est réservé à l'équipe de Julien Clerc.
| Ordre | Candidat         | Chanson                                                               | Choix du coach | Buzz         | Buzz    | Buzz | Buzz    |
| Ordre | Candidat         | Chanson                                                               | Choix du coach | Julien Clerc | Jenifer | Mika | Soprano |
| ----- | ---------------- | --------------------------------------------------------------------- | -------------- | ------------ | ------- | ---- | ------- |
| 1     | Alex Adam        | Cee Lo Green - Forget You                                             | Zone Rouge     | —            | —       | —    | —       |
| 2     | Clémentine       | Yves Duteil - Ton absence                                             | Qualifiée      | ✔️           | —       | —    | —       |
| 3     | Shaun            | Whitney Houston - I Wanna Dance with Somebody                         | Zone Rouge     | —            | —       | —    | —       |
| 4     | Lily Jung        | Julien Clerc - Utile                                                  | Éliminée       | —            | —       | —    | —       |
| 5     | Théophile Renier | Larusso - Tu m'oublieras                                              | Qualifié       | ✔️           | —       | —    | —       |
| 6     | Laura            | Radiohead - Creep                                                     | Zone Rouge     | —            | —       | —    | —       |
| 7     | Antso            | Kings of Leon - Use Somebody                                          | Éliminé        | —            | —       | —    | —       |
| 8     | Virginie         | Maître Gims - Changer                                                 | Éliminée       | —            | ✔️      | —    | —       |
| 9     | Léonard          | William Sheller - Oh ! J'cours tout seul                              | Qualifié       | ✔️           | —       | —    | —       |
| 10    | Loris            | Kaleo - Way Down We Go                                                | Éliminé        | —            | —       | —    | —       |
| 11    | Valérie Daure    | Calogero - Si seulement je pouvais lui manquer                        | Zone Rouge     | —            | —       | —    | —       |
| 12    | Laureen          | 4 Non Blondes - What's Up?                                            | Qualifiée      | ✔️           | —       | —    | —       |
| 13    | Ava Baya         | Angèle - La Thune                                                     | Qualifiée      | ✔️           | —       | —    | —       |
| 14    | Gilles San Juan  | Frankie Valli - Can't Take My Eyes Off You (version de Gloria Gaynor) | Éliminé        | —            | —       | —    | —       |
| 15    | Claire           | Michel Fugain - Forteresse                                            | Éliminée       | —            | —       | —    | —       |
| 16    | Anto             | Hervé Cristiani - Il est libre Max                                    | Éliminé        | —            | —       | —    | —       |
| 17    | Camille Hardouin | Screamin' Jay Hawkins - I Put a Spell on You                          | Éliminée       | —            | —       | —    | —       |
| 18    | Pierre Danaë     | The Cinematic Orchestra - To Build a Home                             | Qualifié       | ✔️           | —       | —    | —       |

| Candidat      | Coup de cœur | Coup de cœur | Coup de cœur | Coup de cœur | Résultat |
| Candidat      | Julien Clerc | Jenifer      | Mika         | Soprano      | Résultat |
| ------------- | ------------ | ------------ | ------------ | ------------ | -------- |
| Alex Adam     | —            | —            | —            | —            | Éliminé  |
| Shaun         | —            | —            | —            | —            | Éliminé  |
| Laura Parrado | —            | —            | —            | —            | Éliminée |
| Valérie Daure | —            | —            | —            | —            | Éliminée |

##### Bilan des K.O.
Un nom en italique indique que le candidat a été qualifié à l'issue de la Zone Rouge. Les deux dernières lignes sont réservées aux talents volés.
| Julien Clerc     | Jenifer      | Mika          | Soprano        |
| ---------------- | ------------ | ------------- | -------------- |
| Clémentine       | Poupie       | Whitney       | Maxime Cassady |
| Théophile Renier | Sidoine      | Gjon's Tears  | Mayeul         |
| Léonard          | Léona Winter | Albi          | Vay            |
| Laureen          | Sherley      | London Loko   | Fanswa         |
| Ava Baya         | Arezki       | Clem Chouteau | Clément        |
| Pierre Danaë     | Petru        | Louna         | Scam Talk      |
| Anton            | Geoffrey     | Virginie      | Hi Levelz      |
| Marouen          | Virginie     | Godi          | Gage           |

#### Les Battles
Durant l'épreuve des Battles, chaque coach désigne des paires de talents, qui chanteront en tandem une chanson désignée par le coach. La nouveauté de la saison est la suivante : désormais, le coach peut qualifier deux talents d'un même tandem ou, au contraire, les éliminer tous les deux. Le nombre de talents sauvés est cependant de quatre dans tous les cas, car le vol n'est plus une possibilité lors de cette étape,.
Légende
 Talent sauvé

 Talent éliminé

##### Épisode 13
Le treizième épisode est diffusé le 4 mai 2019 à 21 h. Les coachs ouvrent les Battles en interprétant Face à la mer de Calogero et Passi.
| Ordre | Équipe       | Gagnant                                                       | Chanson                                                            | Perdant        |
| ----- | ------------ | ------------------------------------------------------------- | ------------------------------------------------------------------ | -------------- |
| 1     | Jenifer      | Léona Winter                                                  | No More Tears (Enough Is Enough) - Barbra Streisand & Donna Summer | Virginie       |
| 2     | Mika         | London Loko                                                   | Hit Sale - Therapie Taxi feat. Roméo Elvis                         | -              |
| 2     | Mika         | Albi                                                          | Hit Sale - Therapie Taxi feat. Roméo Elvis                         | -              |
| 3     | Julien Clerc | Théophile Renier                                              | My Way - Frank Sinatra                                             | Marouen        |
| 4     | Soprano      | Vay                                                           | Say Say Say - Paul McCartney & Michael Jackson                     | Maxime Cassady |
| 5     | Jenifer      | Sidoine                                                       | Qu'est-ce que t'es belle - Marc Lavoine feat. Catherine Ringer     | Sherley        |
| 6     | Soprano      | Scam Talk (Le groupe continue l'aventure en trio avec Mayeul) | Paradis - Orelsan                                                  | -              |
| 6     | Soprano      | Mayeul (Il continue l'aventure en trio avec Scam Talk)        | Paradis - Orelsan                                                  | -              |
| 7     | Julien Clerc | Léonard                                                       | Il jouait du piano debout - France Gall                            | Clementine     |
| 8     | Mika         | Gjon's Tears                                                  | Don't Let the Sun Go Down on Me - Elton John & George Michael      | Clem Chouteau  |

##### Épisode 14
Le quatorzième épisode est diffusé le 11 mai 2019 à 21 h.
| Ordre | Équipe       | Gagnant                                              | Chanson                                         | Perdant   |
| ----- | ------------ | ---------------------------------------------------- | ----------------------------------------------- | --------- |
| 1     | Jenifer      | Poupie                                               | Bohemian Rhapsody - Queen                       | Petru     |
| 2     | Julien Clerc | Laureen                                              | Je m'en vais - Vianney                          | Anton     |
| 3     | Soprano      | Clément                                              | Ave Cesaria - Stromae                           | Fanswa    |
| 4     | Mika         | -                                                    | Tu t'laisses aller - Charles Aznavour           | Louna     |
| 4     | Mika         | -                                                    | Tu t'laisses aller - Charles Aznavour           | Godi      |
| 5     | Mika         | Whitney                                              | Killing Me Softly with His Song - Roberta Flack | Virginie  |
| 6     | Julien Clerc | Pierre Danaë                                         | New Soul - Yael Naim                            | Ava Baya  |
| 7     | Jenifer      | Geoffrey (Il continue l'aventure en duo avec Arezki) | Sonotone - MC Solaar                            | -         |
| 7     | Jenifer      | Arezki (Il continue l'aventure en duo avec Geoffrey) | Sonotone - MC Solaar                            | -         |
| 8     | Soprano      | Gage                                                 | Déjà Vu - Beyoncé feat. Jay-Z                   | Hi Levelz |

##### Bilan des Battle
| Julien Clerc     | Jenifer                    | Mika         | Soprano                      |
| ---------------- | -------------------------- | ------------ | ---------------------------- |
| Théophile Renier | Léona Winter               | London Loko  | Vay                          |
| Léonard          | Sidoine                    | Albi         | Scam Talk & Mayeul (en trio) |
| Laureen          | Poupie                     | Gjon's Tears | Clément                      |
| Pierre Danaë     | Arezki & Geoffrey (en duo) | Whitney      | Gage                         |

#### Les primes
Il ne reste que 4 talents par équipe. Durant chaque prime en direct, les candidats effectuent leur prestation.
Lors des premiers primes, le public et les coachs peuvent sauver un talent pour la semaine suivante.
Lors de la finale, c'est uniquement le public qui a le pouvoir de sacrer le candidat finaliste qu'il veut plus belle voix de France.

##### Épisode 15
Le quinzième épisode est diffusé le 18 mai 2019 à 21 h. Les coachs et les talents ouvrent la soirée en interprétant This Is Me de The Greatest Showman.
Légende
 Talent qualifié par le public

 Talent qualifié par le coach

 Talent éliminé
| Ordre | Équipe       | Artiste            | Chanson                                         | Résultat             |
| ----- | ------------ | ------------------ | ----------------------------------------------- | -------------------- |
| 1     | Mika         | Whitney            | Shallow - Lady Gaga & Bradley Cooper            | Sauvée par le public |
| 2     | Mika         | London Loko        | La Grenade - Clara Luciani                      | Sauvée par son coach |
| 3     | Mika         | Gjon's Tears       | SOS d'un terrien en détresse - Daniel Balavoine | Sauvé par le public  |
| 4     | Mika         | Albi               | Tout oublier - Angèle feat. Roméo Elvis         | Éliminé              |
| 5     | Jenifer      | Poupie             | Bang Bang - Sheila                              | Sauvée par sa coach  |
| 6     | Jenifer      | Sidoine            | La Marseillaise                                 | Sauvé par le public  |
| 7     | Jenifer      | Geoffrey & Arezki  | Uptown Funk - Mark Ronson feat. Bruno Mars      | Éliminés             |
| 8     | Jenifer      | Léona Winter       | Kid - Eddy de Pretto                            | Sauvée par le public |
| 9     | Soprano      | Clément            | Somebody to Love - Queen                        | Sauvé par le public  |
| 10    | Soprano      | Vay                | La Chanson des vieux amants - Jacques Brel      | Sauvé par son coach  |
| 11    | Soprano      | Scam Talk & Mayeul | Come With Me - Puff Daddy                       | Éliminés             |
| 12    | Soprano      | Gage               | Je te promets - Johnny Hallyday                 | Sauvé par le public  |
| 13    | Julien Clerc | Laureen            | Ta marinière - Hoshi                            | Sauvée par son coach |
| 14    | Julien Clerc | Pierre Danaë       | Petite Marie - Francis Cabrel                   | Sauvé par le public  |
| 15    | Julien Clerc | Léonard            | Fever - Peggy Lee                               | Sauvé par le public  |
| 16    | Julien Clerc | Théophile Renier   | L'Aigle noir - Barbara                          | Éliminé              |

Bilan Des Quarts de finale
| Julien Clerc | Jenifer      | Mika         | Soprano |
| ------------ | ------------ | ------------ | ------- |
| Léonard      | Sidoine      | Whitney      | Clément |
| Pierre Danaë | Léona Winter | Gjon's Tears | Gage    |
| Laureen      | Poupie       | London Loko  | Vay     |

##### Épisode 16 — Quarts de finale
Le seizième épisode est diffusé le 25 mai 2019 à 21 h. Taylor Swift est l'invitée d'honneur pour ces quarts de finale. Les talents et Taylor Swift interprètent Shake It Off en ouverture de la soirée.
Légende
 Talent qualifié par le public

 Talent qualifié par le coach

 Talent éliminé
| Ordre | Équipe       | Artiste      | Chanson                                         | Résultat             |
| ----- | ------------ | ------------ | ----------------------------------------------- | -------------------- |
| 1     | Jenifer      | Poupie       | Wannabe - Spice Girls                           | Éliminée             |
| 2     | Jenifer      | Sidoine      | Wicked Game - Chris Isaak                       | Sauvé par le public  |
| 3     | Jenifer      | Léona Winter | River Deep, Mountain High - Ike and Tina Turner | Sauvée par sa coach  |
| 4     | Mika         | Gjon's Tears | Rocket Man - Elton John                         | Sauvé par son coach  |
| 5     | Mika         | London Loko  | Sally - Carmel                                  | Éliminée             |
| 6     | Mika         | Whitney      | Pour que tu m'aimes encore - Céline Dion        | Sauvée par le public |
| 7     | Julien Clerc | Laureen      | Mon vieux - Daniel Guichard                     | Éliminée             |
| 8     | Julien Clerc | Pierre Danaë | Hey Jude - Beatles                              | Sauvé par son coach  |
| 9     | Julien Clerc | Léonard      | Goodbye Marylou - Michel Polnareff              | Sauvé par le public  |
| 10    | Soprano      | Gage         | Freedom! '90 - George Michael                   | Éliminé              |
| 11    | Soprano      | Clément      | Puisque tu pars - Jean-Jacques Goldman          | Sauvé par le public  |
| 12    | Soprano      | Vay          | Giant - Calvin Harris & Rag'n'Bone Man          | Sauvé par son coach  |

Bilan Des Demi-Finale
| Julien Clerc | Jenifer      | Mika         | Soprano |
| ------------ | ------------ | ------------ | ------- |
| Léonard      | Sidoine      | Whitney      | Clément |
| Pierre Danaë | Léona Winter | Gjon's Tears | Vay     |

##### Épisode 17 — Demi-finale
Le dix-septième épisode est diffusé le 1er juin 2019 à 21 h.
Légende
 Talent qualifié pour la finale

 Talent éliminé

 Prestation collective
| Ordre | Équipe                 | Artiste                | Chanson                                             | Résultat                     | Pourcentage                  |                              |
| ----- | ---------------------- | ---------------------- | --------------------------------------------------- | ---------------------------- | ---------------------------- | ---------------------------- |
| 1     | Soprano                | Vay                    | As - Stevie Wonder                                  | Éliminé                      | 16,4 %                       |                              |
| 2     | Soprano                | Clément                | La Quête - Jacques Brel                             | Qualifié                     | 83,6 %                       |                              |
|       | Vay & Clément          | Vay & Clément          | Cosmo - Soprano                                     | Cosmo - Soprano              | Cosmo - Soprano              | Cosmo - Soprano              |
| 3     | Mika                   | Gjon's Tears           | Life on Mars? - David Bowie                         | Éliminé                      | 45,4 %                       |                              |
| 4     | Mika                   | Whitney                | Make You Feel My Love - Bob Dylan (Version d'Adele) | Qualifiée                    | 54,6 %                       |                              |
|       | Gjon's Tears & Whitney | Gjon's Tears & Whitney | Relax, Take It Easy - Mika                          | Relax, Take It Easy - Mika   | Relax, Take It Easy - Mika   | Relax, Take It Easy - Mika   |
| 5     | Jenifer                | Léona Winter           | Mourir sur scène - Dalida                           | Éliminée                     | 29,1 %                       |                              |
| 6     | Jenifer                | Sidoine                | Vole - Céline Dion                                  | Qualifié                     | 70,9 %                       |                              |
|       | Léona Winter & Sidoine | Léona Winter & Sidoine | Ma révolution - Jenifer                             | Ma révolution - Jenifer      | Ma révolution - Jenifer      | Ma révolution - Jenifer      |
| 7     | Julien Clerc           | Léonard                | I'm Still Standing - Elton John                     | Éliminé                      | 44,3 %                       |                              |
| 8     | Julien Clerc           | Pierre Danaë           | The Scientist - Coldplay                            | Qualifié                     | 55,7 %                       |                              |
|       | Léonard & Pierre Danaë | Léonard & Pierre Danaë | Quand je joue - Julien Clerc                        | Quand je joue - Julien Clerc | Quand je joue - Julien Clerc | Quand je joue - Julien Clerc |

Bilan Des Finales
| Julien Clerc | Jenifer | Mika    | Soprano |
| ------------ | ------- | ------- | ------- |
| Pierre Danaë | Sidoine | Whitney | Clément |

##### Épisode 18 — Finale
Le dix-huitième épisode est diffusé exceptionnellement un jeudi, le 6 juin 2019 à 21 h. Les coachs et les talents interprètent Celui qui chante de Michel Berger.
| Ordre | Coach        | Candidat     | Chanson                                             | En duo avec   | Résultat du public | Classement final |
| ----- | ------------ | ------------ | --------------------------------------------------- | ------------- | ------------------ | ---------------- |
| 1     | Soprano      | Clément      | Earth Song - Michael Jackson                        |               | 37,5 %             | 2e               |
| 8     | Soprano      | Clément      | Les Murs porteurs - Florent Pagny                   | Florent Pagny | 37,5 %             | 2e               |
| 12    | Soprano      | Clément      | Tous les cris les S.O.S. - Daniel Balavoine         | Soprano       | 37,5 %             | 2e               |
| 2     | Mika         | Whitney      | One Moment in Time - Whitney Houston                |               | 37,9 %             | 1er              |
| 7     | Mika         | Whitney      | Djadja - Aya Nakamura                               | Aya Nakamura  | 37,9 %             | 1er              |
| 10    | Mika         | Whitney      | Skinny Love - Birdy                                 | Mika          | 37,9 %             | 1er              |
| 3     | Jenifer      | Sidoine      | Crazy - Gnarls Barkley                              |               | 13,3 %             | 3e               |
| 5     | Jenifer      | Sidoine      | Le monde - M. Pokora                                | M. Pokora     | 13,3 %             | 3e               |
| 9     | Jenifer      | Sidoine      | J'ai un problème - Sylvie Vartan & Johnny Hallyday  | Jenifer       | 13,3 %             | 3e               |
| 4     | Julien Clerc | Pierre Danaë | La Vie en rose (version de Lucy Dacus) - Édith Piaf |               | 11,3 %             | 4e               |
| 6     | Julien Clerc | Pierre Danaë | Alors regarde - Patrick Bruel                       | Patrick Bruel | 11,3 %             | 4e               |
| 11    | Julien Clerc | Pierre Danaë | For me formidable - Charles Aznavour                | Julien Clerc  | 11,3 %             | 4e               |

## Audiences

### The Voice: La Plus Belle Voix
| Type                  | Jour et horaire de diffusion         | Audience moyenne          | Audience moyenne | Classement des audiences de la soirée | Références |
| Type                  | Jour et horaire de diffusion         | Nombre de téléspectateurs | PDM              | Classement des audiences de la soirée | Références |
| --------------------- | ------------------------------------ | ------------------------- | ---------------- | ------------------------------------- | ---------- |
| Auditions à l'aveugle | Samedi 9 février 2019 (21h10–23h25)  | 5 598 000                 | 28,5 %           | 1er                                   | [ 7 ]      |
| Auditions à l'aveugle | Samedi 16 février 2019 (21h10–23h25) | 5 284 000                 | 27,1 %           | 1er                                   | [ 8 ]      |
| Auditions à l'aveugle | Samedi 23 février 2019 (21h10–23h25) | 4 970 000                 | 25,3 %           | 1er                                   | [ 9 ]      |
| Auditions à l'aveugle | Samedi 2 mars 2019 (21h10–23h25)     | 5 049 000                 | 26 %             | 1er                                   | [ 10 ]     |
| Auditions à l'aveugle | Samedi 9 mars 2019 (21h10–23h25)     | 5 185 000                 | 27,5 %           | 1er                                   | [ 11 ]     |
| Auditions à l'aveugle | Samedi 16 mars 2019 (21h10–23h35)    | 5 094 000                 | 26,9 %           | 1er                                   | [ 12 ]     |
| Auditions à l'aveugle | Samedi 23 mars 2019 (21h10–23h25)    | 4 947 000                 | 27,1 %           | 1er                                   | [ 13 ]     |
| Auditions à l'aveugle | Samedi 30 mars 2019 (21h10–23h25)    | 4 160 000                 | 23 %             | 2e                                    | [ 14 ]     |
| K.O.                  | Samedi 6 avril 2019 (21h10–23h25)    | 4 651 000                 | 24,9 %           | 1er                                   | [ 15 ]     |
| K.O.                  | Samedi 13 avril 2019 (21h10–23h25)   | 4 202 000                 | 22,2 %           | 1er                                   | [ 16 ]     |
| K.O.                  | Samedi 20 avril 2019 (21h10–23h25)   | 3 672 000                 | 20,9 %           | 1er                                   | [ 17 ]     |
| K.O.                  | Samedi 27 avril 2019 (21h10–23h25)   | 3 322 000                 | 16,3 %           | 3e                                    | [ 18 ]     |
| Battles               | Samedi 4 mai 2019 (21h10–23h25)      | 3 831 000                 | 20,2 %           | 1er                                   | [ 19 ]     |
| Battles               | Samedi 11 mai 2019 (21h00–23h35)     | 3 878 000                 | 20,4 %           | 1er                                   | [ 20 ]     |
| Directs               | Samedi 18 mai 2019 (21h00–23h35)     | 3 159 000                 | 15,7%            | 3e                                    | [ 21 ]     |
| Directs               | Samedi 25 mai 2019 (21h00–23h35)     | 3 313 000                 | 17,4%            | 2e                                    | [ 22 ]     |
| Directs               | Samedi 1er juin 2019 (21h00–23h35)   | 2 577 000                 | 14,5 %           | 2e                                    | [ 23 ]     |
| Directs               | Jeudi 6 juin 2019 (21h00–23h55)      | 3 355 000                 | 16,8 %           | 1er                                   | [ 24 ]     |

Légende :
- Plus hauts chiffres d'audience
- Plus bas chiffres d'audience

| Légende : Saison 8 |

### The Voice, la suite
| Jour et horaire de diffusion           | Audience moyenne          | Audience moyenne | Classement des audiences | Références |
| Jour et horaire de diffusion           | Nombre de téléspectateurs | PDM              | Classement des audiences | Références |
| -------------------------------------- | ------------------------- | ---------------- | ------------------------ | ---------- |
| Samedi 9 février 2019 (23:25 - 00:30)  | 2 266 000                 | 25,5 %           | 1er                      |            |
| Samedi 16 février 2019 (23:25 - 00:30) | 2 081 000                 | 23,5 %           | 1er                      |            |
| Samedi 23 février (23:25 - 00:25)      | 1 841 000                 | 21,1 %           | 1er                      |            |
| Samedi 2 mars (23:25 - 00:25)          | 2 197 000                 | 23 %             | 1er                      |            |
| Samedi 9 mars (23:25 - 00:25)          | 1 518 000                 | 17,2 %           | 1er                      |            |
| Samedi 16 mars (23:25 - 00:25)         | 1 620 000                 | 18,2 %           | 1er                      |            |
| Samedi 23 mars (23:25 - 00:25)         | 1 578 000                 | 19 %             | 1er                      |            |
| Samedi 30 mars (23:25 - 00:25)         | 1 155 000                 | 12,6 %           | 2e                       |            |
| Samedi 6 avril (00:00 - 01:00)         | 2 353 000                 | 26,8 %           | 1er                      |            |
| Samedi 13 avril (00:00 - 01:00)        | 2 304 000                 | 25,3 %           | 1er                      |            |
| Samedi 20 avril (00:00 - 01:00)        | 1 836 000                 | 21,9 %           | 1er                      |            |
| Samedi 27 avril (00:00 - 01:00)        | 1 931 000                 | 16,9 %           | 1er                      |            |
| Samedi 4 mai (23:25 - 00:25)           | 1 181 000                 | 13,3 %           | 2e                       |            |
| Samedi 11 mai (23:25 - 00:25)          | 1 059 000                 | 11,7 %           | 3e                       |            |
| Samedi 18 mai (23:25 - 00:25)          | 1 600 000                 | 13,9 %           | 1er                      | [ 25 ]     |
| Samedi 25 mai (23:25 - 00:25)          | 2 043 000                 | 20,4 %           | 1er                      |            |
| Samedi 1er juin (23:25 - 00:25)        | 1 774 000                 | 18,2 %           | 1er                      |            |
| Jeudi 6 juin (23:55 - 00:50)           | 2 110 000                 | 21,6 %           | 1er                      | [ 26 ]     |

Légende :
- Plus hauts chiffres d'audience
- Plus bas chiffres d'audience

| Légende : Saison 8 |